# 폴 L. 모드리치
폴 로런스 모드리치(영어: Paul Lawrence Modrich, 1946년 6월 13일 ~ )는 미국의 생화학자이다. 2015년 노벨 화학상을 수상하였다.

## 생애
미국 뉴 멕시코 주 북부의 작은 마을에서 자란 폴 모드리치는 어렸을 적 생물학 선생님인 아버지로부터 DNA에 대해 듣게 된다. 이후, 그 DNA라는 것은 그의 삶의 중심이 되게 된다. 스탠포드 대학에서의 박사과정, 하버드 대학에서의 박사 후 연구과정, 그리고 듀크대 에서의 교수과정 내내 그는 DNA에 영향을 주는 효소들을 연구했다. 그리고 1970년대 말 DNA repair에 연관된 효소를 연구하기 시작하게 된다.

## 연구업적

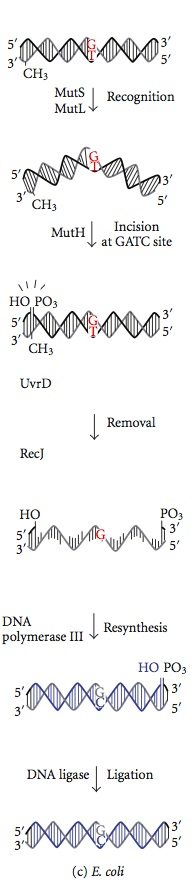
E.coli의 DNA mismatch repair mechanism 모식도

인간은 엄마의 난자로부터 23개, 아빠의 정자로부터 23개의 염색체(chromosome)을 받은 후 많고 많고 셀 수 없을 정도로 수많은 세포분열(cell division)을 하게 된다. 하나의 수정란에서 시작된 원본의 genome set은 어떻게 이 수많은 복제에도 불구하고 놀라울 정도로 온전하게 유지될 수 있는 걸까?
바로 DNA repair mechanism이다. 게놈(Genome)을 감시(monitoring)하고 수선(repair) 해준다는 이 단백질들을 밝혀낸 과학자들이 2015년 노벨 화학상을 받게 되었다. 그들 중 폴 모드리치는 mismatch repair를 밝혀내었다.

### 대장균(E.coli)에서의 DNA mismatch repair
1983년부터 윤곽을 드러내기 시작한 그의 업적은 DNA 메틸화(DNA methylation)이 정말로 가닥 특이적(strand specific)한 mismatch repair를 제시한다는 발견으로 시작된다. 이어서 그는 E.coli 추출물에서 생체 밖(in vitro)상으로 DNA mismatch repair를 분석할 수 있는 정량법(assay)를 구축했다. 이 정량법(assay)를 기반으로, 그는 수선기작(repair mechanism)을 하나하나 밝히기 시작했다. Repair activity는 ATP, methylation state, MutH, MutL, MutS, UvrD에 영향을 받는다는 것을 밝혔으며, 이 수선 유전자(repair gene)들을 순수하게 분리해내 각각의 특징을 파헤치는 논문들을 연달아 내기 시작했다. 이렇게 쌓인 mismatch repair연구에 대한 경험들을 바탕으로 1989년에 그의 획기적인 논문이 발표된다. 이 연구로 생체 밖(in vitro)상에서 DNA mismatch repair를 완벽하게 재구성해 냈다. DNA mismatch repair를 완벽하게 재구성을 하기 위해서는 DNA polymerase III, exonuclease I, DNA ligase, 그리고 정제된 MutH, MutL, MutS, UvrD, SSB protein이 필요하다고 그는 설명했다. 또한 이 요소들은 함께 mismatch repair를 해내는데, mismatch가 일어난 장소에서부터 어느 정도 거리가 있는, GATC 서열 위에 한 가닥만 메틸화(methylation)된 hemimethylated 가닥이 방향을 지시한다는 것을 이 논문을 통해 설명했다.
Mismatch repair system의 중심역할을 하는 MutS가 왓슨-크릭(Watson-Crick) 염기쌍에 위배되는 mismatch를 인식하고, 이후 MutL과 복합체(complex)를 이룬다. MutL은 중개자(mediator)역할을 하는데, MutH, MutS와 모두 상호작용한다. MutS, MutL 복합체가 MutH를 부르고(recruit), 이 MutH는 hemimethylated GATC site에 붙는다. 이 과정을 통해 가닥특이성(strand-specificity)가 생긴다. 메틸(methyl)기가 붙어있는 가닥은 parental strand이고 메틸(methyl)기가 없는 것은 새로 합성된 daughter strand가 되기 때문에 양 가닥을 구분 가능하다. 원래는 약햤던 MutH의 endonuclease activity를 활성화되고 그 결과 MutH는 methyl기가 없는 가닥(strand)의 GATC site 부근에 틈(nick)을 만들게 된다. 다음 helicase인 UvrD의 도움을 받아 이중가닥을 풀어가면서 Endonuclease I이 메틸(methyl)기가 없는 가닥을 분해해나간다. 틈(nick)부터 mismatch site 바로 넘어서까지 분해된다. 이렇게 생긴 틈새(gap)는 DNA pol III와 DNA ligase로 채워진다. 이렇게 mismatch가 원본의 주형으로 교정된다.

### 진핵세포에서의 mismatch repair
모드리치는 대장균(E.coli)의 수선기작(repair mechanism)을 밝혀낸 후 진핵생물에서의 mismatch repair를 연구하기 위해 인간과 초파리의 세포에서의 mismatch repair system을 계속해서 연구해나갔다.
진핵세포(eukaryotic)에서의 system은 MutS, MutL 등의 효소와 상동적으로 대장균(E.coli)에서의 mismatch repair system 이 잘 보존되어있지만, 대장균(E.coli)와 한 가지 차이점이 있다.
메틸화(methylation)로 가닥특이적(strand specific)하게 수선(repair)되던 대장균(E.coli)과 달리 인간(human), 초파리(drosophila)의 경우 메틸화(methylation)가 가닥 특이적 수선(strand specific repair)에 관여하지 않는다는 것이다. 그대신 strand break로 가닥특이적(strand specific)으로 수선(repair)이 일어났다는 것이 실험을 통해 밝혀졌다.

## 참고 자료
- https://www.biochem.duke.edu/paul-l-modrich-primary 보관됨 2015-11-27 - 웨이백 머신
- http://www.nobelprize.org/nobel_prizes/chemistry/laureates/2015/
- http://www.hhmi.org/research/dna-mismatch-repair-and-genetic-stability 보관됨 2015-11-14 - 웨이백 머신
- Su, S.S. and P. Modrich, Escherichia coli mutS-encoded protein binds to mismatched DNA base pairs. Proc Natl Acad Sci U S A, 1983. 83〔14〕:p.4639-43.
- Holmes, J., Jr., S. Clark, and P. Modrich, Strand-specific mismatch correction in nuclear extracts of human and Drosophila melanogaster cell lines. Proc Natl Acad Sci U S A, 1990. 87〔15〕:p.5837-41.
- Scientific Background on the Nobel Prize in Chemistry 2015
- Pukkila, P.J., et al., Effects of high levels of DNA adenine methylation on methyl-directed mismatch repair in Escherichia coli. Genetics, 1983. 104(4): p. 571-82.
- Lu, A.L., S. Clark, and P. Modrich, Methyl-directed repair of DNA base-pair mismatches in vitro. Proc Natl Acad Sci U S A, 1983. 80(15): p. 4639-43.
- Su, S.S. and P. Modrich, Escherichia coli mutS-encoded protein binds to mismatched DNA base pairs. Proc Natl Acad Sci U S A, 1986. 83(14): p. 5057-61.
- Grilley, M., et al., Isolation and characterization of the Escherichia coli mutL gene product. J Biol Chem, 1989. 264(2): p. 1000-4.
- Welsh, K.M., et al., Isolation and characterization of the Escherichia coli mutH gene product. J Biol Chem, 1987. 262(32): p. 15624-9.
- Lahue, R.S., K.G. Au, and P. Modrich, DNA mismatch correction in a defined system. Science, 1989. 245(4914): p. 160-4.